# La Encantada de Villa
La Encantada de Villa es una urbanización perteneciente al distrito de Chorrillos, ubicada en la provincia de Lima, capital del Perú. Se ubica en el suroeste de Lima. Fue fundada en 1958 por la iniciativa de Hernando de Lavalle. En la actualidad, es administrada por el distrito de Santiago de Surco y reclamada por el distrito de Chorrillos.
Limita al norte con la urbanización Los Huertos de Villa; al este con el Country Club de Villa, que es compartida con la urbanización Las Brisas de Villa, zona en litigio con una situación similar al de La Encantada; al sur con el océano Pacífico y al oeste con la urbanización Los Cedros de Villa.
Se ha formado como una única urbanización, resultado de la unión de hasta 3 urbanizaciones definidas: Urbanización La Encantada, Urbanización Club La Encantada y Urbanización Country Club de Villa. Esta última colinda con el terreno de Golf del exclusivo Country Club de Villa.
Como resultado de la creación del Country Club de Villa, se lotizaron amplios terrenos en un entorno caracterizado por abundantes palmeras, típicas de la zona. Asimismo, se encuentra en la llamada zona de amortiguamiento de Los Pantanos de Villa.
La Encantada está cerrada por tranqueras de control de ingreso vehicular para la seguridad de sus residentes.